# 李盛唐 (清朝)
李盛唐（？—？），云南马龙州人，清朝官員。

## 生平
李盛唐为雍正八年（1730年）庚戌科三甲进士，官至四川松茂道，因部属有罪牵连，遣戍卜魁。子李敬跻十分孝順，卜魁距云南一万四千里，三次前去探视。乾隆二十二年（1757年），李敬躋考中进士，授福建将乐县知县，准备花钱赎李盛唐还乡。结果李盛唐在戍所病故，敬跻因而发病，终日哀哭，不久即卒。李敬跻以孝行入《清史稿》之孝义传。
李盛唐为人刚正不阿，远离同僚们的癖好，行为恭敬，恩惠百姓，如君子一般，因此掌权弄势的官员大多忌恨他。